# Guillaume Laure
Pour les articles homonymes, voir Laure.
Guillaume Laure, né le 30 octobre 1996 à Grasse, est un nageur français. 

## Carrière
Guillaume Laure est sacré champion de France du 200 mètres quatre nages lors des Championnats de France de natation 2018 à Saint-Raphaël.